# エルジュビェタ・グラノフスカ

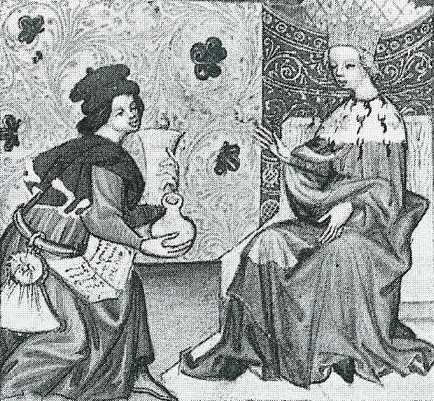
王妃エルジュビェタと侍医

エルジュビェタ・グラノフスカ（Elżbieta Granowska、1372年 - 1420年5月12日）またはエルジュビェタ・ス・ピルチ（Elżbieta z Pilczy）は、ポーランド王・リトアニア大公のヨガイラ（ヴワディスワフ2世ヤギェウォ）の3番目の妃。

## 生涯
エルジュビェタはサンドミェシュ県知事オトン・ス・ピルチ（pl:Otton z Pilczy）と、ヨガイラの洗礼の代母を務めたヤドヴィガ・メルシュティンスカとの間に生まれた。1384年に父が死ぬと、エルジュビェタはピリツァ、ワィンツトを始めとする莫大な父の遺産を相続した。伝えられるところでは、エルジュビェタはヨガイラの妃となる以前に何度か結婚していた。夫たちの名前はヴィセウ・チャンボル、ヤンチク・ヒンチンスキ、ヴィンツェンティ・グラノフスキ（Wincenty Granowski）といった。特にグラノフスキとは13年ものあいだ連れ添い、間に2人の息子と3人の娘をもうけ、このうち同名の次女エルジュビェタはシレジアのオポーレ公ボルコ5世の妃になった。グラノフスキは1410年12月12日に亡くなった。
1416年、ヨガイラの2番目の妃アンナ・ツィレイスカが亡くなると、ヨガイラとエルジュビェタは急速に親しくなっていった。2人は翌1417年5月2日にサノクで結婚式を挙げ、エルジュビェタは5月19日にヴァヴェル城で王妃として戴冠した。この結婚は激しい非難を招くことになった。齢65歳の国王には以前の結婚でもうけた子供のうち娘が一人しか生存しておらず、さらに子供を得るための再婚相手ならば45歳のエルジュビェタよりもっと若い女性を選ぶべきだ、と考える人が多かったのである。しかし1419年頃にエルジュビェタは結核に罹り、翌1420年にクラクフで亡くなった。
一部の歴史家は、エルジュビェタと最初の夫たち、ヴィセウとヤンチクとの結婚は、彼女を実際より身分の低い家柄の出身だと見せかけ、その評判を落とそうとした同時代人たちの創作だろうと考えている。エルジュビェタの生年に関しても議論があり、一部の人々は彼女を1382年生れだと考えている。